# Kingdonella pienbaensis
Kingdonella pienbaensis är en insektsart som beskrevs av Zheng, Z. 1980. Kingdonella pienbaensis ingår i släktet Kingdonella och familjen gräshoppor. Inga underarter finns listade i Catalogue of Life.